# Вільнтруа-Фавероль-ан-Беррі
Вільнтруа-Фавероль-ан-Беррі (фр. Villentrois-Faverolles-en-Berry) — муніципалітет у Франції, у регіоні Центр — Долина Луари, департамент Ендр. Вільнтруа-Фавероль-ан-Беррі утворено 1 січня 2019 року шляхом злиття муніципалітетів Фавероль-ан-Беррі i Вільантруа. Адміністративним центром муніципалітету є Вільантруа. Населення — 874 особи (01.01.2021).